# Växjö domkyrkoförsamling
Växjö domkyrkoförsamling var en domkyrkoförsamling i Växjö domkyrkoförsamlings pastorat i Östra Värends kontrakt i Växjö stift och i Växjö kommun. Församlingen uppgick 2014 i Växjö stads- och domkyrkoförsamling.
Församlingskyrkor var Växjö domkyrka och Högstorps kyrka.

## Administrativ historik
Församlingen bildades 1977 genom en ombildning av Växjö församling. 1995 bröts Teleborgs församling ut.
Församlingen var moderförsamling i ett pastorat där Öjaby församling ingick till 1986, därefter eget pastorat för att vid en tidpunkt efter 1998 men före 2003 och till 2014 bilda pastorat med Furuby församling och Hemmesjö med Tegnaby församling.. Församlingen uppgick 2014 i Växjö stads- och domkyrkoförsamling.

## Domprostar
| Ämbetstid | Namn               | Levnadstid | Övrigt                    |
| --------- | ------------------ | ---------- | ------------------------- |
| 1977-1983 | Bengt Hallgren     | född 1925  | Senare biskop i Härnösand |
| 1984-1991 | Lage Pernveden     | 1926-1995  |                           |
| 1991-2005 | Johan Unger        | född 1943  |                           |
| 2006-2010 | Jan-Olof Johansson | född 1949  | Senare biskop i Växjö     |
| 2011-2014 | Thomas Petersson   | född 1968  | Senare biskop i Visby     |

## Domkyrkoorganister[4]
| Ämbetstid | Namn                | Levnadstid | Övrigt |
| --------- | ------------------- | ---------- | ------ |
| 1977–1994 | Knut Sitell         | 1930–2025  |        |
| 1995–2013 | Thomas Niklasson    | 1947–      |        |
| 2014      | Sten-Inge Petersson | 1963–      |        |

### Biträdande organister
| Ämbetstid | Namn                 | Levnadstid | Övrigt |
| --------- | -------------------- | ---------- | ------ |
| 1990-1993 | Jörgen Engström      | 1960-      |        |
| 1993-     | Yvonne Steen Olander | 1966-      |        |
| 2001-2022 | Linda Andersson      | 1971-      |        |